# لعبة داروين
لعبة داروين (ダーウィンズゲーム داوينزو ݣيمو) هي مسلسلة مانغا يابانية من تأليف ورسم FLIFLOPs. أنتجت إلى مسلسل أنمي تلفزيوني من قبل استوديو نيكزس، عرض في يناير عام 2020. تدور القصة حول «كانامي سودو» البالغ من العمر 17 سنة عندما يقبل دعوة عبر الأنترنت من أحد الأصدقاء للعب لعبة تسمى «لعبة داروين» (Darwin's game) دون علمه أن اللعبة تنطوي على قتال بين الحياة والموت. وسرعان ما يجد طالب المدرسة الثانوية نفسه أمام أمر الواقع: حتى لو حاول الهرب من اللعبة، فإن خصومه الذين ينجذبون إلى إغراء المال وإثارة القتال، مستعدون لكل شيء بغية العثور عليه.
لعبة داروين هنا هي ساحة حضرية حقيقية يتنافس فيها المشاركون مع بعضهم البعض عبر شبكة اجتماعية حيث تكون المبارزات حتى الموت.

## تلخيص الأحداث
«كانامي سودو» صبي يبلغ من العمر 17 عامًا يعيش حياة عادية جدا. في أحد الأيام، تلقى رسالة بريد إلكتروني غامضة من صديقه «كيودا» يدعوه للانضمام إلى لعبة داروين. واقتناعا منه بأنها كانت لعبة تافهة يقرر كانامي اللعب. بمجرد أن يبدأ معركته الأولى ضد پاندا-كون، يدرك أن هذه ليست لعبة تافهة كما كان يعتقد، لكنها لعبة قاتلة. بعد أن هزم خصمه الأول، التقى «شوكا»؛ لاعب قوي للغاية. بعد فهمه كيفية استخدام السيݣيل يتمكن كانامي من هزيمة شوكا ويقرر الاثنان التحالف.
خلال حدث "Shibuya Treasure Hunt"، سيتعرف «كانامي» و«شوكا» على «رييوجي»، «راين» و«سوي»، وسيتحدوا معًا لإكمال الحدث والوصول إلى "One" زعيم العشيرة الأكثر دموية والتي تسمى "Clan Eight".
من خلال التغلب على "One" في "The Treasure Hunt"، والعثور على «الكنز»، يتمكن كانامي من الاتصال بمسؤولي لعبة داروين الذين يكشفون له عن كيفية إكمال اللعبة، فضلاً عن منحه امتيازًا خاصًا. بعد شهر واحد من الحدث، أنشأ كانامي عشيرته الخاصة "The Sunset Raven" التي تهدف إلى إكمال اللعبة (مع تجنب القتل) ومواجهة القوة المرعبة لـ "One". تتحاف عشيرة "The Sunset Raven" مع عشيرة "Danjou Boxing Club".
يقوم "One" باختطاف وتعذيب أفضل صديق لكانامي، أملا منه أن يتقدم زعيم "The Sunset Raven" إلى القتال والمواجهة. مع وفاة أفضل صديق له، تمكن «كانامي» و«رييوجي» من إبادة "Clan Eight".

## قواعد اللعبة
لعبة داروين غالبًا ما يتم اختصارها كـ "D-game"، هي لعبة قتل تمثل النقاط فيها كل شيء. طالما لديك نقاط، فلن ترى الݣيم أوڤر. يُعهد باللعبة إلى تطبيق جوال له نفس الاسم، مما يجعل من المهم جدًا للاعبين امتلاك هواتفهم معهم دائمًا. بمجرد تنزيل التطبيق وبدء تشغيله، سيظهر ثعبان سيؤدي إلى إخراج اللاعب من الشاشة وتسجيله تلقائيًا في اللعبة. هناك نوعان من المعارك:
1. الاجتماع حسب الفئة: عند اختيار لاعب بشكل عشوائي من القائمة على التطبيق. بمجرد اختيارك لخصمك، يتم نقلك بالقرب من عدوك وستبدأ المعركة. تستمر المعركة ساعة واحدة، خلالها يجب على كلا اللاعبين محاولة قتل بعضهم البعض. إذا لم يمت أي منهما بحلول نهاية الساعة، فإن الشخص الذي لديه أكبر عدد من النقاط يفوز والآخر يموت. يتم منح النقاط بناء على ثلاثة جوانب: الأضرار، الجانب التقني، والجانب الفني.
2. مباراة اللقاء: عندما تتحدى لاعب يقف أمامك. يسمى هذا النوع من المعركة «مباراة اللقاء».

يمكن استبدال النقاط بالنقود: 1 نقطة تقابل 100,000 ين (حوالي 800-900 دولار). كما يمكنك شراء النقاط، يمكنك رفع مستواك وفئتك. كلما زاد مستوى الفئة، زاد عدد الأشياء التي يمكنك فتحها. إحدى الطرق البسيطة لكسب النقاط هي مباراة الفصل. إذا فزت بطريقة «كاملة» (القتل)، فستربح كل نقاط الخصم.
نقاط الفوز
| Class D | Class C | Class B | Class A |
| ------- | ------- | ------- | ------- |
| 10 pt   | 30 pt   | 120 pt  | 600 pt  |

مجموع النقاط المطلوبة لكل فئة
| الفئة | النتيجة | الفئة | النتيجة | الفئة | النتيجة   | الفئة | النتيجة     |
| ----- | ------- | ----- | ------- | ----- | --------- | ----- | ----------- |
| D4    | 0-9     | C4    | 100-199 | B4    | 1000-1999 | A4    | 10000-19999 |
| D3    | 10-29   | C3    | 200-299 | B3    | 2000-2999 | A3    | 20000-29999 |
| D2    | 30-49   | C2    | 300-599 | B2    | 3000-5999 | A2    | 30000-59999 |
| D1    | 50-99   | C1    | 600-999 | B1    | 6000-9999 | A1    | 60000-99999 |

## الشخصيات
كانامي سودو (須藤要)
أداء صوتي: يوسكي كوباياشي
شوكا كارينو (狩野朱歌)
أداء صوتي: رينا أويدا
راين كاشيواغي (柏木鈴音)
أداء صوتي: نيشيكا أموري
رييوجي ماييساكا (前坂隆二)
أداء صوتي: تاكو ياشيرو
سوي/سوتا (スイ/ソータ)
أداء صوتي: يوميري هاناموري

## مجلدات المانغا
أطلقت FLIPFLOPs السلسلة في عدد يناير 2013 من مجلة الشونن بيساتسو شونن شامبيون لناشرها أكيتا شوتين في 12 ديسمبر 2012.
| م. | تاريخ الإصدار الياباني | ردمك الياباني          |
| -- | ---------------------- | ---------------------- |
| 1  | يونيو 7, 2013          | ISBN 978-4-253-22188-7 |
| 2  | أكتوبر 8, 2013         | ISBN 978-4-253-22189-4 |
| 3  | فبراير 7, 2014         | ISBN 978-4-253-22190-0 |
| 4  | يوليوز 8, 2014         | ISBN 978-4-253-22191-7 |
| 5  | نونبر 7, 2014          | ISBN 978-4-253-22192-4 |
| 6  | مارس 6, 2015           | ISBN 978-4-253-22193-1 |
| 7  | غشت 7, 2015            | ISBN 978-4-253-22194-8 |
| 8  | دجنبر 8, 2015          | ISBN 978-4-253-22195-5 |
| 9  | ماي 6, 2016            | ISBN 978-4-253-22196-2 |
| 10 | أكتوبر 7, 2016         | ISBN 978-4-253-22197-9 |
| 11 | يناير 6, 2017          | ISBN 978-4-253-22198-6 |
| 12 | ماي 8, 2017            | ISBN 978-4-253-22199-3 |
| 13 | أكتوبر 6, 2017         | ISBN 978-4-253-22200-6 |
| 14 | مارس 8, 2018           | ISBN 978-4-253-22207-5 |
| 15 | غشت 8, 2018            | ISBN 978-4-253-22212-9 |
| 16 | نونبر 8, 2018          | ISBN 978-4-253-22215-0 |
| 17 | مارس 8, 2019           | ISBN 978-4-253-22212-9 |
| 18 | يوليوز 8, 2019         | ISBN 978-4-253-22215-0 |

## وصلات خارجية
- لعبة داروين على موقع ANN anime (الإنجليزية)
- لعبة داروين على موقع ANN manga (الإنجليزية)

موقع الأنمي الرسمي (باليابانية)